# Сюй Шисяо
Сюй Шисяо (кит. трад. 徐诗晓, пиньинь Xu Shixiao; род. 16 февраля 1992, Яньшань, Цзянси) — китайская гребчиха на каноэ, двукратная олимпийская чемпионка летних Олимпийских игр 2020 и 2024 годов, трёхкратная чемпионка мира, чемпионка Азиатских игр 2022 года. Участница летних Олимпийских игр 2020 и 2024 годов.

## Карьера
В 2019 году на чемпионате мира в Венгрии китайская пара каноисток завоевала чемпионский титул на дистанции 500 метров.
На летних Олимпийских играх в Токио, в 2021 году, Сюй Шисяо в паре с Сунь Мэнъя стали олимпийскими чемпионками в каноэ-двойках на дистанции 500 метров.
В 2022 году, на чемпионате мира в Канаде китайская спортсменка завоевала золотую медаль в каноэ-двойках на 500 метров в паре с Сунь Мэнъя.
В Дуйсбурге на чемпионате мира 2023 года Сюй Шисяо завоевала свой третий чемпионский титул на дистанции 500 метров в каноэ-двойках. Осенью на Азиатских играх в Ханчжоу китайская пара также завоевала золотые медали.
На летних Олимпийских играх 2024 года в Париже китайская пара завоевала второе олимпийское чемпионство в каноэ-двойках на дистанции 500 метров. Партнёром Сюй была Сунь Мэнъя.